# Catharina Struwe
Catharina Struwe (* 25. November 1962 in Meißen) ist eine deutsche Schauspielerin.

## Leben
Sie wuchs als Tochter von Alfred Struwe in Dresden und später in Potsdam auf. Nach dem Schulabschluss machte sie eine Ausbildung als Zootechnikerin. Nach kurzer Tätigkeit als Kälberpflegerin folgte 1982 das Schauspielstudium an der Hochschule für Film und Fernsehen „Konrad Wolf“ in Potsdam-Babelsberg, das sie 1986 abschloss. Schon während des Studiums spielte sie Gastrollen am Theater der Altmark in Stendal und in Döbeln. Seit 1986 ist sie im festen Engagement am Theater der Bergarbeiter, der heutigen Neue Bühne Senftenberg.

## Filmografie
- 1986: Weihnachtsgeschichten (Fernsehfilm)

## Rollen
- 1986: Außenminister Smith (Rollen: Sergeant, Beamter, Tod, Guerillero)
- 1989: Philoktet (Rolle: Neoptolemos)
- 1995: Woyzeck (Rolle: Marie)
- 1996: Hamlet (Rolle: Gertrud)
- 1998: Der Auftrag (Rollen: Galloudec und Sasportas)
- 2001: Faust II (Rolle: Mephistopheles)
- 2002: Faust I (Rolle: Mephistopheles)
- 2009: Die Brücke von Varvarin (Rolle: Vesna Milenkovic)
- 2010: heimWEH (Rolle: Sebastian)